# 20. San-marinesisches Kabinett
Das 20. Kabinett setzte sich aus Partito Comunista Sammarinese (PCS), Partito Socialista Unitario (PSU) und Partito Socialista Sammarinese (PSS) zusammen und regierte San Marino vom 4. Juli 1983 bis zum 26. Juli 1986. Der PCS stellte vier, die beiden anderen Parteien je 3 Minister.
Die seit 1978 bestehende Linkskoalition aus PCS, PSU und PSS wurde nach der Parlamentswahl 1983 fortgesetzt, zerbrach jedoch als am 11. Juli 1986 die kommunistischen Minister ihren Rücktritt erklärten und auch die beiden anderen Koalitionspartner daraufhin ihre Minister aus dem Kabinett zurückzogen. Anschließend regierten bis 1993 die Kommunisten gemeinsam mit dem christdemokratischen PDCS.

## Liste der Minister
Die san-marinesische Verfassung kennt keinen Regierungschef, im diplomatischen Protokoll nimmt der Außenminister die Rolle des Regierungschefs ein.
| Amt           | Minister             | Partei | Amtszeit                     |
| ------------- | -------------------- | ------ | ---------------------------- |
| Auswärtiges   | Giordano Bruno Reffi | PSS    | 4. Juli 1983 – 26. Juli 1986 |
| Inneres       | Alvaro Selva         | PCS    | 4. Juli 1983 – 26. Juli 1986 |
| Finanzen      | Emilio Della Balda   | PSU    | 4. Juli 1983 – 26. Juli 1986 |
| Industrie     | Antonio Carrattoni   | PCS    | 4. Juli 1983 – 26. Juli 1986 |
| Arbeit        | Giuseppe Della Balda | PSS    | 4. Juli 1983 – 26. Juli 1986 |
| Bildung       | Fausta Morganti      | PCS    | 4. Juli 1983 – 26. Juli 1986 |
| Kommunikation | Gastone Pasolini     | PCS    | 4. Juli 1983 – 26. Juli 1986 |
| Gesundheit    | Emma Rossi           | PSU    | 4. Juli 1983 – 26. Juli 1986 |
| Handel        | Fiorenzo Stolfi      | PSU    | 4. Juli 1983 – 26. Juli 1986 |
| Territorium   | Antonio L. Volpinari | PSS    | 4. Juli 1983 – 26. Juli 1986 |

### Bemerkungen
1. ↑  Segretario di Stato per gli Affari Esteri e Politici
2. ↑  Segretario di Stato per gli Affari Interni
3. ↑  Segretario di Stato per le Finanze, il Bilancio e la Programmazione
4. ↑  Deputato per l’Industria e l’Artigianato
5. ↑  Deputato per il Lavoro e la Cooperazione e i Rapporti con l’A.A.S.S
6. ↑  Deputato per la Pubblica Istruzione, la Cultura e la Giustizia
7. ↑  Deputato per le Comunicazioni, i Trasporti e i Rapporti con le Giunte di Castello
8. ↑  Deputato per la Sanità e la Sicurezza Sociale
9. ↑  Deputato per il Commercio, il Turismo, lo Sport e l’Agricultura
10. ↑  Deputato per il Territorio, l’Ambiente, l’Agricultura e i Rapporti con l’A.A.S.P.